# رافاييل رييس
رافاييل رييس (بالإسبانية: Rafael Reyes)‏ (17 يوليو 1951 - ) هو لاعب كرة قدم كولومبي في مركز الدفاع، شارك في الألعاب الأولمبية الصيفية 1972. ولعب مع ديبورتيس توليما.

## وصلات خارجية
- رافاييل رييس على موقع أوليمبيديا (الإنجليزية)